# 藤原千方的四鬼

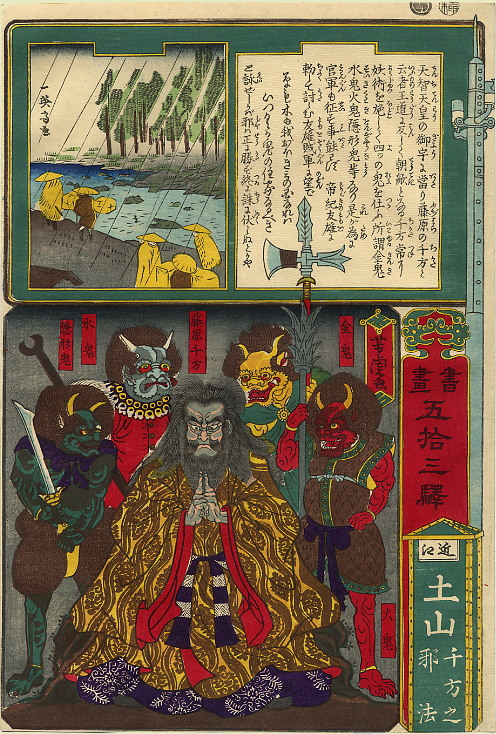
藤原千方的四鬼「書畫五十三驛 近江土山千方之邪法」

藤原千方的四鬼（藤原千方の四鬼，ふじわらのちかたのよんき）是流傳在三重縣津市等地的傳說的鬼。

## 概要
有各種傳說，但是其中以『太平記』第一六巻「日本朝敵事」的故事最有名。
根據上述的紀載，平安時代的豪族藤原千方率領四鬼。擁有可將任何武器反彈的堅硬身體的金鬼（きんき）、不斷放出強風將敵人吹飛的風鬼（ふうき）、在任何場所都可引起洪水使敵人溺水的水鬼（すいき）、消除氣息奇襲敵人的隱形鬼（おんぎょうき，也作怨京鬼）。藤原千方率領四鬼，在伊賀･伊勢發動叛亂反抗朝廷，但是前來討伐的紀朝雄（きのともお）以和歌使四鬼退散，最後藤原千方被消滅。
在其他的傳承，也有將水鬼和隱形鬼替換成土鬼（どき）和火鬼（かき）。據說，四鬼就是忍者的原型。

## 坂上田村麻呂傳說
藤原千方的四鬼也在坂上田村麻呂傳說中登場。

### 岩手山
在『奧州南部岩手郡切山ヶ嶽乃由來』，住在奧州達谷窟之岩屋的惡郎和高丸兄弟為了殺害苅田丸和田村丸親子，並替祖先藤原千方報仇，和風鬼・水鬼・火鬼・隱形鬼密謀。來到京都的水鬼和隱形鬼化身成官女，在花見之宴接近天皇，但是被田村丸識破，水鬼戰死，隠形鬼則逃回奧州。受勅命的田村丸率領5萬8千餘騎進攻奧州。田村丸之弟・千歲君攻入城中，但被隠形鬼所囚，以山伏之姿顯現的秋葉山大權現救出千歲君，從虛空降下大磐石、從大地湧出火焰將其殲滅。

### 熊野
三重縣南牟婁郡御濱町有「四鬼之窟」的傳說。鬼住在稱作四鬼之窟的洞窟，在村中攫取小孩而引發人們不安。田村將軍討伐熊野鬼城的鬼首領及其手下之後，前往四鬼之窟消滅鬼，救出小孩。

## 關連作品

### 漫画
- 白土三平「忍法秘話」：火鬼、土鬼、水鬼、隱形鬼
- 東京闇鴉Sword of Song：藤原千方、金鬼、風鬼、水鬼、隱形鬼

### 遊戲
- 無雙OROCHI 蛇魔系列：金鬼、風鬼、水鬼、隱形鬼
- 女神轉生系列Ⅲ、SJ：金鬼、風鬼、水鬼、隱形鬼
- 信長之野望Online：藤原千方、金鬼、風鬼、水鬼、隱形鬼
- 晨曦時，夢見兮：藤原千方、金鬼、風鬼、水鬼
- 三重怪獸：風鬼、隱形鬼

## 脚注
1. ↑  阿部 2004，第265-267頁.
2. ↑  桐村 2012，第89-93頁.

### 注釈
1. ↑  「草も木もわが大君の國なればいづくか鬼のすみかなるべき」
2. ↑  位在岩手縣西磐井郡平泉町

## 關連項目
- 坂上田村麻呂